# Алекс Семенець
Олександр Семенець (англ. Alexander Semenets, 10 березня 1990, Київ, Україна — серпень 2020) — канадський футболіст українського походження, виступав на позиції півзахисника та нападника.

## Ігрова кар'єра
Народився 1990 року в Києві, а 1998 року разом з сім'єю переїхав до Канади та оселився в місті Місісаґа, Онтаріо. Вчився в Католицькій школі Іони та грав за місцеву команду «Оуквілл Блу Старс». 2007 року підписав контракт з клубом «Ванкувер Вайткепс» та грав за його молодіжну команду. З 2009 по 2010 рік провів три матчі у складі першої команди клубу. 2011 року перейшов до складу команди «Едмонтон», де провів один сезон та зіграв у 15 матчах.
2013 року виступав у складі клубу «Торонто Лінкс».

## Виступи за збірну
Протягом 2006—2007 років залучався до складу Юнацької збірної Канади.
З 2009 по 2010 рік грав за Молодіжну збірну Канади.

## Смерть
Помер за нез'ясованих обставин в кінці серпня 2020 року.